# トゥイアン県

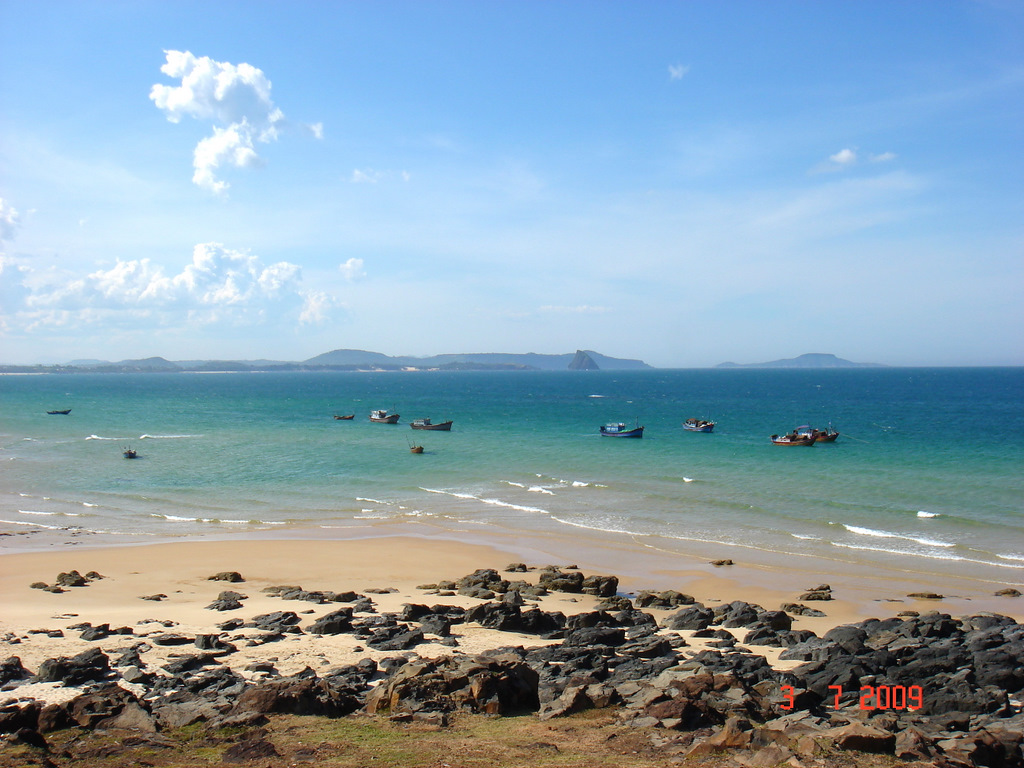

トゥイアン県（トゥイアンけん、ベトナム語：Huyện Tuy An / 縣綏安?）は、ベトナム社会主義共和国フーイエン省の県である。面積は435km²、人口は133,000人（2004年）である。

## 行政区画
1市鎮14社から構成される。